# Tapinoma minor
Tapinoma minor är en myrart som beskrevs av Bernard 1945. Tapinoma minor ingår i släktet Tapinoma och familjen myror. Inga underarter finns listade i Catalogue of Life.